# Боги детства в римской религии

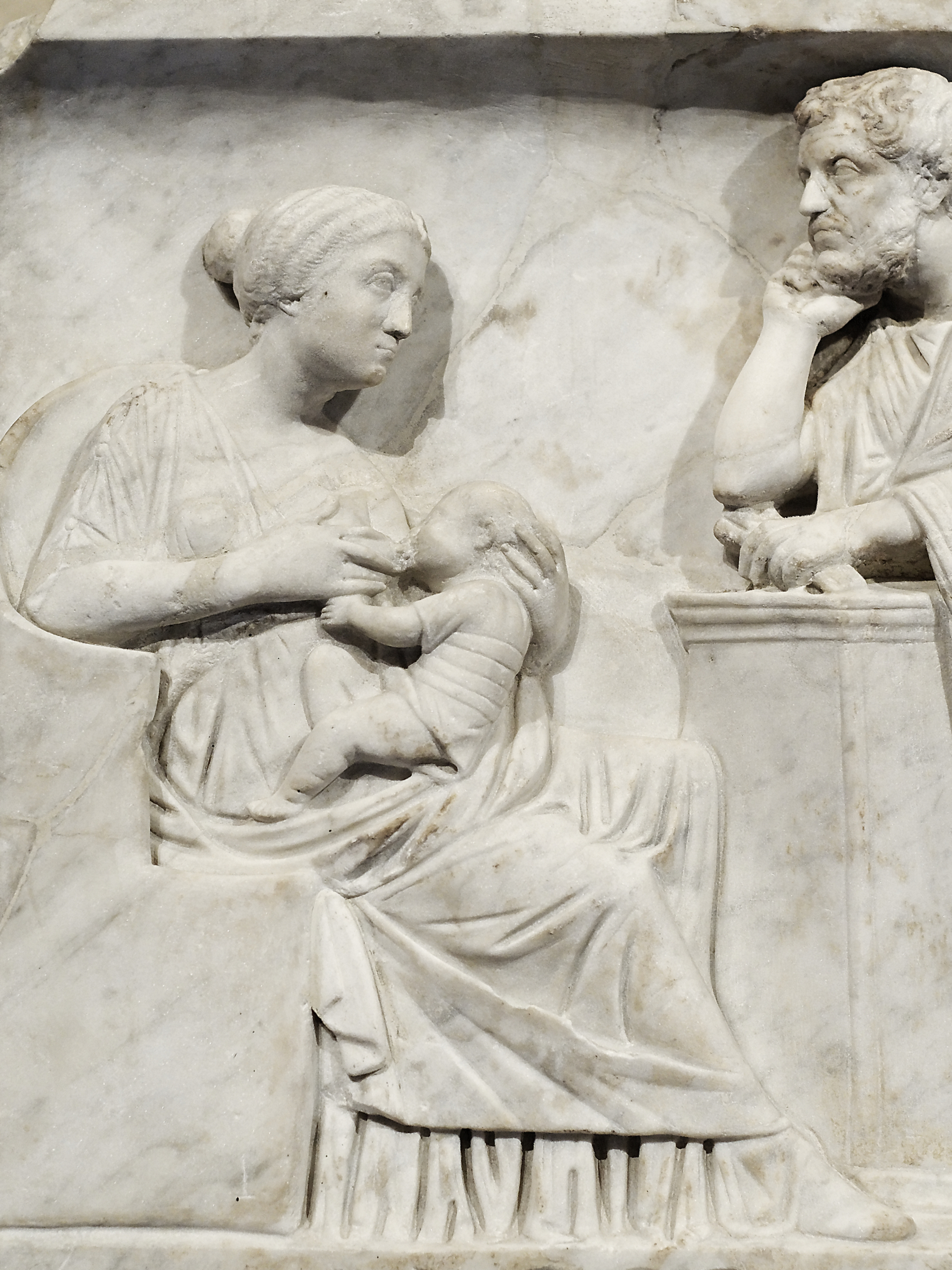
Рельеф с детского саркофага (около 150 года н. э.). Мать кормит ребёнка грудью, а отец смотрит на них

В древнеримской религии существовали божества, отвечавшие за зачатие, беременность, роды и развитие ребёнка. С этой сферой жизни были связаны как некоторые главные боги, которым приписывались соответствующие функции, так и меньшие божества, покровительствовавшие какому-либо конкретному моменту в жизни ребёнка («боги мгновения», по выражению Г. Узенера). Некоторые из этих божеств известны только из трудов апологетов христианства.
Обширная медицинская литература Греции и Рима уделяла внимание акушерству и уходу за детьми. Так, Соран Эфесский посвятил этим вопросам сочинение «О женских болезнях», в котором советовал повитухам не прислушиваться к суевериям. Однако роды устойчиво ассоциировались с религией, так как представляли опасность и для матери, и для ребёнка. Ритуалы перехода, связанные с рождением и смертью, имели общие черты. Детская смертность в античности достигала 30—40 %, часто при родах погибала и мать. К наиболее известным трагедиям такого рода относится смерть Юлии, дочери Юлия Цезаря и жены Помпея Великого. Через несколько дней после родов умер и её ребёнок. Это событие оборвало последние связи между Цезарем и Помпеем, что впоследствии вылилось в гражданскую войну. Религиозная аура, окружавшая рождение ребёнка, отражает то значение, которое римляне придавали семье. В имперскую эпоху детей, а также богиню деторождения Юнону Луцину изображали на монетах и в произведениях искусства. В погребальном искусстве (например, на рельефах саркофагов) фигурируют сцены из жизни покойного, в том числе его рождение или первое купание.
Полноценные похороны и погребальные ритуалы (праздник Паренталий) проводились только для тех детей, чей возраст превышал 10 лет. Для детей, умерших в возрасте до года, ритуалы не проводились. Это обстоятельство объясняется тем, что в римском обществе далеко не сразу начинали считать ребёнка личностью. Цицерон писал:

И ведь те же люди переносят спокойно смерть маленького мальчика, а на смерть грудного младенца даже не жалуются; а ведь с него природа взыскивает строже то, что дала!

## Зачатие и беременность
Боги супружеской постели (di coniugales) были также и богами зачатия. Юнона, одна из трёх божеств Капитолийской триады, ведала союзами и браками; возможно, часть меньших божеств фактически представляют разные стороны её могущества.
- Югатин (Iugatinus) — бог брака, от iugo (связываю, соединяю, сочетаю браком).
- Цинксия (Cinxia) была связана с поясом, который надевала новобрачная в знак того, что её муж «опоясан и прикован» (cinctus vinctusque) к ней[3]. Пояс завязывался геракловым узлом, чтобы его было трудно развязать. Августин называет эту богиню Virginiensis (от virgo, «дева»); можно сделать вывод, что последующее развязывание узла символизировало потерю девственности. Вероятно, считалось, что Цинксия присутствовала при ритуале, призванном облегчить роды. Отец ребёнка снимал свой пояс, обвязывал его вокруг роженицы, а затем развязывал. При этом мужчина молился, чтобы он, связавший женщину узами беременности, смог теперь освободить её[4]. Женщинам, у которых до того был выкидыш, советовали в течение всего срока беременности носить на животе пояс, связанный из шерсти съеденного волками ягнёнка[5].
- Субиг (Subigus) — бог, благодаря которому новобрачная уступает притязаниям мужа. Его имя происходит от глагола subigo (принуждаю, покоряю, приручаю), часто обозначавшего сексуальную связь.
- Према (Prema) — богиня настойчивости в сексе. Хотя подразумевается роль мужчины, Августин называет эту богиню dea Mater, богиней-матерью[6].
- Инуй (Inuus, от ineo «вхожу, покрываю»), Мутун Тутун (Mutunus Tutunus) и Пертунда (Pertunda) — боги, отвечавшие непосредственно за половой акт. Инуй, иногда отождествлявшийся с Фавном, воплощал животное стремление к спариванию. Мутун Тутун был фаллическим божеством, часто отождествлявшимся с Фасцином. В источниках эти два бога не связываются конкретно с зачатием. Пертунда, по-видимому, была женским божеством со схожей функцией.
- Янус, двуликий бог дверей и проходов, открывал путь животворному семени. Сатурн, бог посевов, одаривал самим семенем.
- Консевий (Consevius, от consero «сею») — бог размножения и оплодотворения. Макробий писал, что так называют Януса (бога начала) «от посева, то есть от потомства человеческого рода, которое сеет Янус-творец»[7].

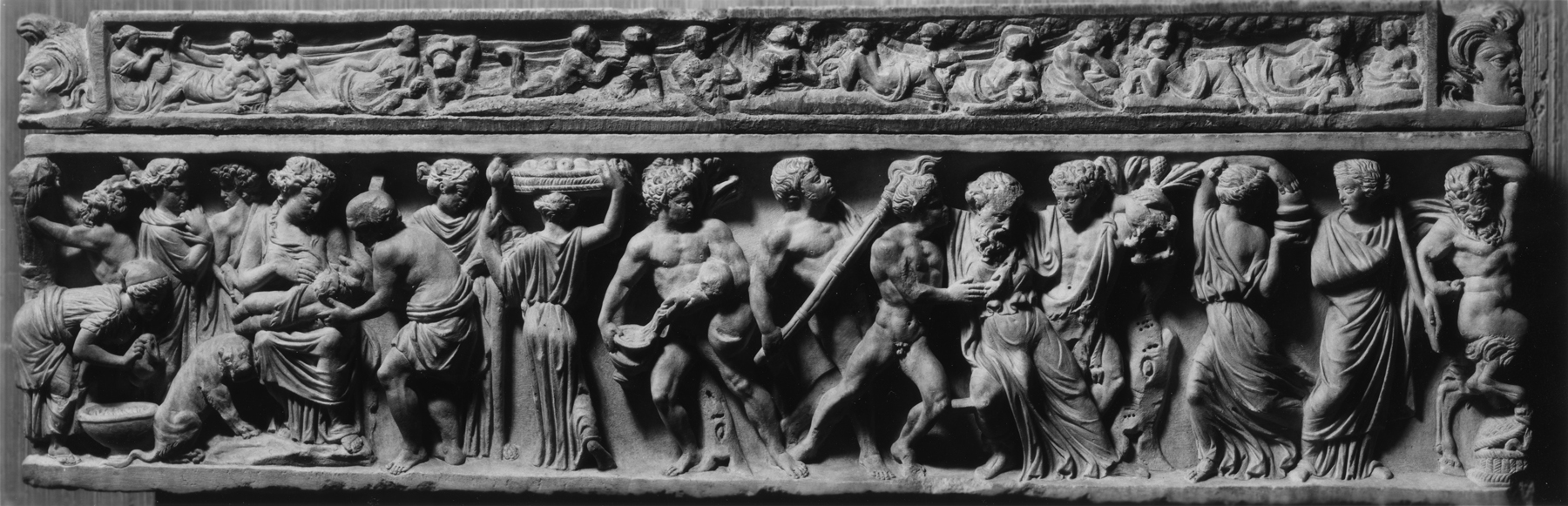
Рельеф с детского саркофага (150—160 гг. н. э.), изображающий празднества по случаю рождения Диониса. Чаша на левом краю рельефа обозначает первое купание ребёнка

- Отец Либер (Liber Pater) помогал мужчине освободиться от семени в момент соития. Либера делала то же для женщины, поскольку считалось, что женщины также испускают семя[6]. Функция богов созвучна их имени: liber — свободный.
- Мена (Dea Mena), вместе с Юноной отвечавшая за менструации, приостанавливала их для кормления ребёнка в материнской утробе[8].
- Флуония (Fluonia, Fluvionia) — аспект Юноны как богини, питающей младенца во чреве[9]. Женщины поклонялись Юноне Флуонии, так как считали, что она останавливает течение крови при зачатии[10]. Имя Флуонии встречается в средневековых мифографах.
- Алемона (Alemona) также вскармливала ребёнка в материнской утробе.
- Витумн (Vitumnus) давал зародышу жизнь. Августин называет его «создающим жизнь» (vivificator) и указывает, что Витумн и Сентин «покрыты тёмной неизвестностью». Между тем, по его мнению, функции этих богов столь важны, что они могли бы почитаться среди избранных богов (di selecti)[11]. Возможно, Витумн и Сентин являлись эпитетами Юпитера[12].
- Сентин (Sentinus) давал зародышу чувственное восприятие. Августин называет его «создающим чувства» (sensificator).

Особую роль в судьбе новорождённого играли парки — три богини, определявшие судьбу человека, которых звали Нона, Децима и Парка (Партула). Нона и Децима определяли нужное время для рождения, опекая ребёнка в течение двух последних месяцев беременности (по римскому счёту это были девятый и десятый месяцы). Партула ведала собственно родами (partus). В момент рождения ребёнка Партула определяла срок новой жизни, поэтому другое её имя было Морта (от mors «смерть»). Это пророчество относилось к ребёнку, как к любому живому существу, но не содержало его личную судьбу. Первая неделя жизни ребёнка считалась очень опасным и неясным временем, поэтому его начинали считать индивидом только после дня очищения (см. ниже).

## Роды
Главной покровительницей родов была богиня Луцина, к которой женщины взывали при родах с просьбой о помощи. Кроме того, чтобы облегчить схватки, роженица расплетала волосы и развязывала одежду. Соран давал тот же совет, но не в качестве ритуала, а как средство для расслабления.

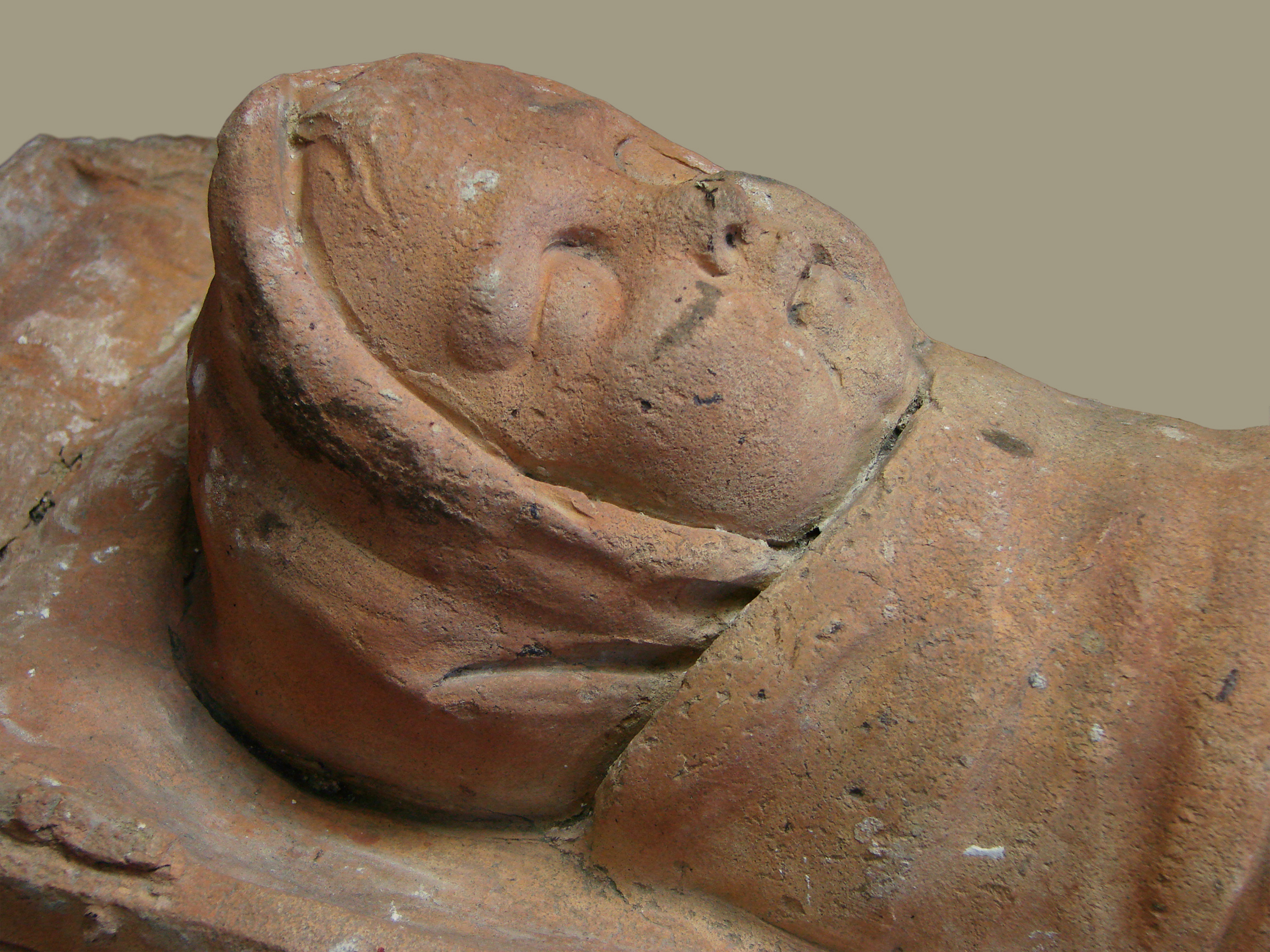
Спелёнутый ребёнок. Вотивная статуэтка (галло-римская культура)

- Эгерия (Egeria) — нимфа, которой беременная женщина приносила жертву, чтобы благополучно произвести (egerere) ребёнка на свет.
- Антеворта и Постворта (Antevorta, Postvorta) — камены, связанные со временем и с богиней Карментой. Если ребёнок рождался вперёд головой, то считалось, что при родах присутствовала Антеворта; если тазом — Постворта. Другой вариант имён этих богинь — Прорса и Постверта (Prorsa, Postverta); в Риме были установлены их алтари, чтобы умилостивить богинь и предотвращать роды в тазовом предлежании[16].
- Диеспитер (Diespiter, «отец дня») — эпитет Юпитера, который выводил ребёнка из материнского чрева на дневной свет.
- Луцина (Lucina), вероятно, являлась аспектом Юноны или Дианы. Она также помогала ребёнку появиться на свет (lux)[17].
- Никсы — группа божеств, изображавшихся стоящими на коленях и покровительствовавших родам.
- Вагитан или Ватикан (Vagitanus, Vaticanus) открывал рот ребёнку, чтобы тот издал первый крик[18].
- Левана (Levana, от levo «поднимаю») поднимала новорождённого с земли. В античности при родах женщина часто стояла на коленях или на корточках. После рождения младенец символически соприкасался с Матерью Землей, а затем его поднимали. Считалось, что при этом незримо присутствовала богиня Левана. Повитуха перерезала пуповину и показывала ребёнка матери; эта сцена изображена на некоторых саркофагах. Мать или сестра роженицы брала ребёнка на руки и смачивала слюной его лоб и губы. Считалось, что это убережёт ребёнка от сглаза[19].
- Статина (Statina, встречаются варианты Statilina, Statinus, Statilinus) — божество или ряд божеств, которые учили ребёнка стоять.

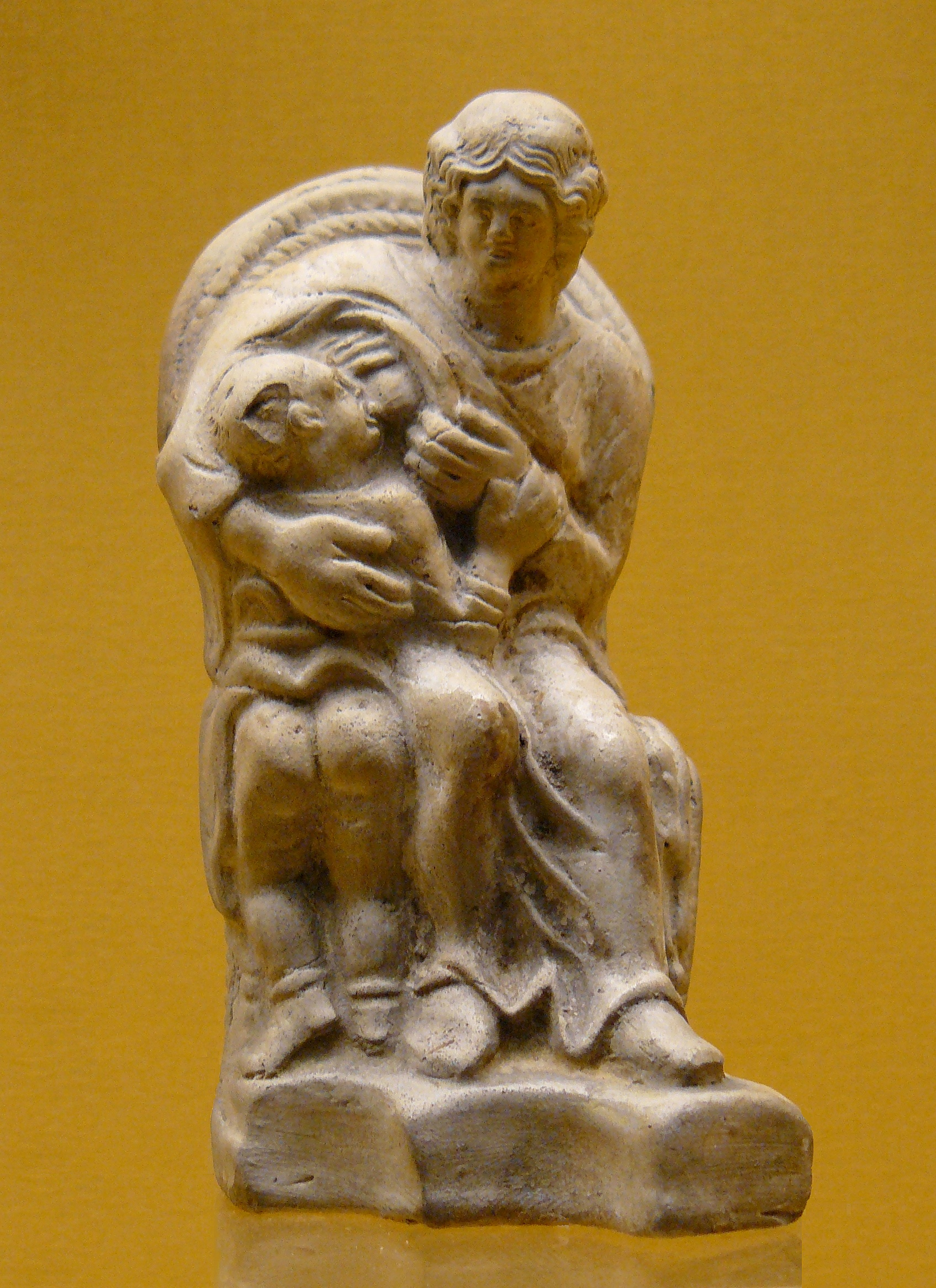
Богиня кормит ребёнка грудью и сидит в кресле, сплетённом из лозы — характерный атрибут галло-римских богинь (II—III век, Бордо)

Луцина и Диеспитер могут рассматриваться как божественная пара: они представляют собой ипостаси Юноны и Юпитера, связанные с дневным светом. В то же время Диеспитер отождествлялся с подземным богом Диспатером. Функции хтонических божеств, таких как Плутон и Прозерпина, не ограничивались смертью: часто их связывали с плодородием. Считалось, что они вскармливали живых существ, поскольку их стихия, земля, даёт жизнь съедобным растениям. Кроме того, в мистериальных религиях им приписывалась власть над перерождением души в загробном мире. По-видимому, с рождением и смертью (особенно с гибелью детей) связывалась загадочная богиня Мана Генита, а также Геката.
Жертвоприношения богам деторождения и подземным богам совершались ночью, в отличие от жертв другим римским божествам. Античные писатели условно привязывали роды ребёнка к ночному времени; возможно, ночная темнота символизировала темноту материнского чрева, из которого ребёнок появлялся на дневной свет. Также следует отметить, что большинству римских божеств приносились в жертву домашние животные, которые выращивались для еды; часть мяса доставалась божеству, а часть съедали люди в ходе ритуальной трапезы. Однако как богам деторождения, так и хтоническим божествам обычно приносились в жертву несъедобные животные (часто это были собаки — самки или щенки); жертва приносилась в форме всесожжения и вся доставалась богу.
Неясна роль богини Канделиферы (Candelifera, «несущая свечу»). По-видимому, она ведала искусственным светом, зажигавшимся при родах в ночное время. Плутарх писал, что «свет есть знак рождения». Возможно, считалось, что светильники магически разжигают новую жизнь, или же что они сами олицетворяют эту жизнь. Не исключено, что Канделифера также ведала ночником, горевшим у кроватки ребёнка в течение недели для защиты от злых духов. Схожую традицию можно найти у греков: ещё в средние века они зажигали по ночам светильники в детской комнате. Это делалось, чтобы ярко осветить изображения святых и прогнать демонов, крадущих детей, таких как Гелло.

## Забота о новорождённом
После того как ребёнок появлялся на свет, в течение следующей недели проводился ряд ритуалов. Подруги роженицы оставляли поздравительные дары на столе для приношений. Особый ритуал был посвящён трём божествам — Интерцидоне, Пилумну и Деверре (Intercidona, Pilumnus, Deverra), — которые защищали роженицу от дикого лесного бога Сильвана. Эти боги были воплощениями топора, песта и метлы — орудий земледелия, предназначенных для рубки леса, помола и сбора зерна. Ритуал заключался в том, что каждую ночь в течение недели трое людей обходили пороги дома; по порогу стучали топором и пестом, а затем обметали его метлой.

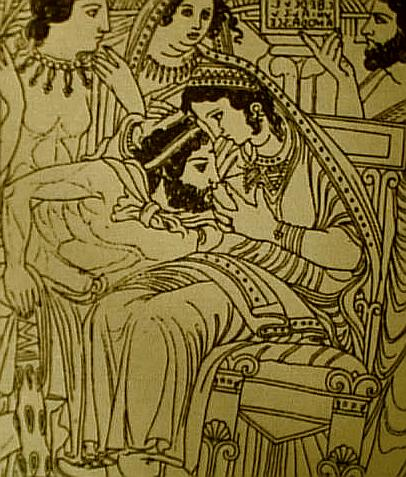
Копия рисунка с этрусского зеркала. Уни кормит грудью взрослого Херкле

В атриуме стелилась кровать для Юноны и накрывался стол для Геркулеса. При этом Юнона воплощала собой кормящую мать, а Геркулес — новорождённого. На первый взгляд здесь присутствует противоречие: в классической мифологии Юнона пыталась предотвратить рождение Геркулеса, так как он был плодом измены Юпитера. У Овидия Луцина препятствует рождению Геркулеса, положив ногу на ногу и переплетя пальцы рук. Однако в этрусской мифологии Уни (Юнона) подарила божественную природу Херкле (Геркулесу), кормя его грудью.
Румина (Rumina) ведала грудным вскармливанием; приносившиеся ей жертвы окроплялись молоком.
Нундина (Nundina) покровительствовала дню очищения (dies lustricus), когда ребёнок получал имя. Для мальчиков это был девятый день с момента рождения, для девочек — восьмой; Плутарх отмечал, что «женщины и растут, и расцветают, и созревают быстрее, чем мужчины». Он также писал, что, пока не отпадёт пуповина (обычно на седьмой день), «младенец больше растение, чем животное». Таким образом, церемония очищения проводилась после того, как исчезнет последняя осязаемая связь матери с ребёнком. Он перестаёт быть частью материнского тела, обретает самостоятельное существование, получает имя и судьбу. В день очищения справлялся семейный праздник; над матерью и ребёнком проводились очистительные ритуалы, а данное ему имя, вероятно, записывалось в семейную хронику. Также в этот день призывались богини судьбы, включая Fata Scribunda («предписываемые судьбы»).

## Развитие ребёнка
В зажиточных хозяйствах о детях заботилась няня (nutrix), которая обычно была рабыней (однако кормилицу могли нанять и из свободных людей). Однако от матери также требовалось присматривать за благополучием и воспитанием детей. Нормой была и любовь отца к своим детям; Катон Старший любил «постоять рядом с женой, когда она мыла или пеленала новорожденного». Ребёнок носил тогу с пурпурной каймой, обозначавшей его неприкосновенность, и оберёг-буллу. Няни иногда приносили бескровные жертвы богам, защищавшим и растившим детей. Большинство «обучающих» божеств — женского пола, вероятно, потому что они мыслились как божественные няни. Однако дар речи давали боги-мужчины: хотя женщине не возбранялось владеть ораторским искусством, оно было необходимо прежде всего мужчине для полноценной общественной жизни.

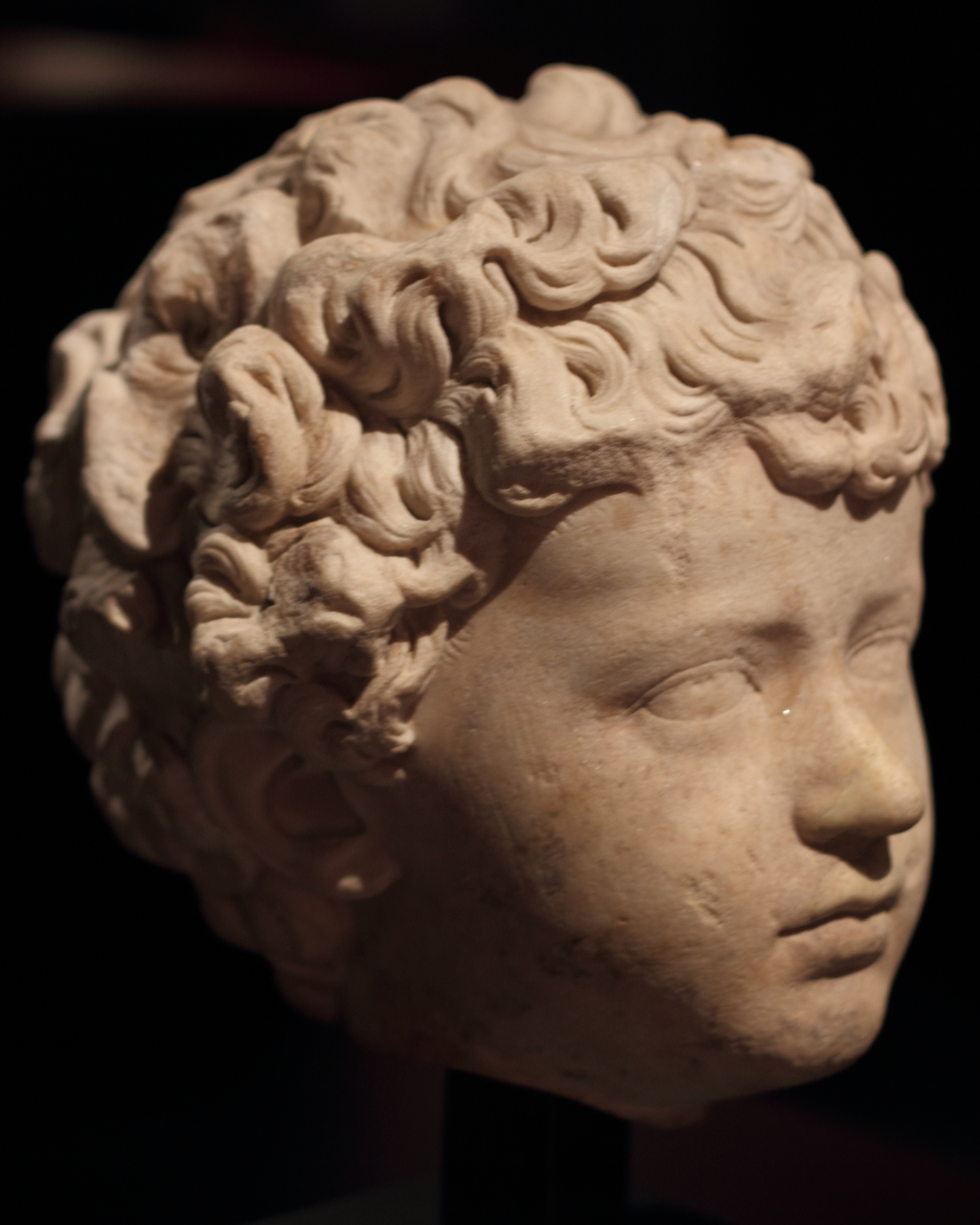
Голова ребёнка. Эпоха Антонинов

- Потина (Potina, варианты: Potica, Potua) учила ребёнка пить.
- Эдука (Educa, варианты: Edulia, Edula, Edusa, Edesia) учила ребёнка есть.
- Оссипаго (Ossipago) укрепляла кости ребёнка. Возможно, это был титул Юноны. В прочтении имени есть некоторые разночтения.
- Карна (Carna) укрепляла мышцы ребёнка, а также защищала его от стриг (вампиров), похищавших внутренние органы[29].
- Кунина (Cunina) защищала колыбельку от злого волшебства.
- Куба (Cuba) помогала ребёнку переехать из колыбели в кровать.
- Павентия (Paventia, Paventina) отгоняла от ребёнка страх.
- Пета (Peta) ведала его желаниями[30].
- Агенория (Agenoria) наделяла его способностью совершать какие-либо действия.
- Адеона и Абеона (Adeona, Abeona) присматривали за ребёнком, когда он уходил на прогулку и приходил.
- Интердука и Домидука (Interduca, Domiduca) сопровождали его, когда он надолго уходил из дома и возвращался. По Августину, это были эпитеты Юноны[31].

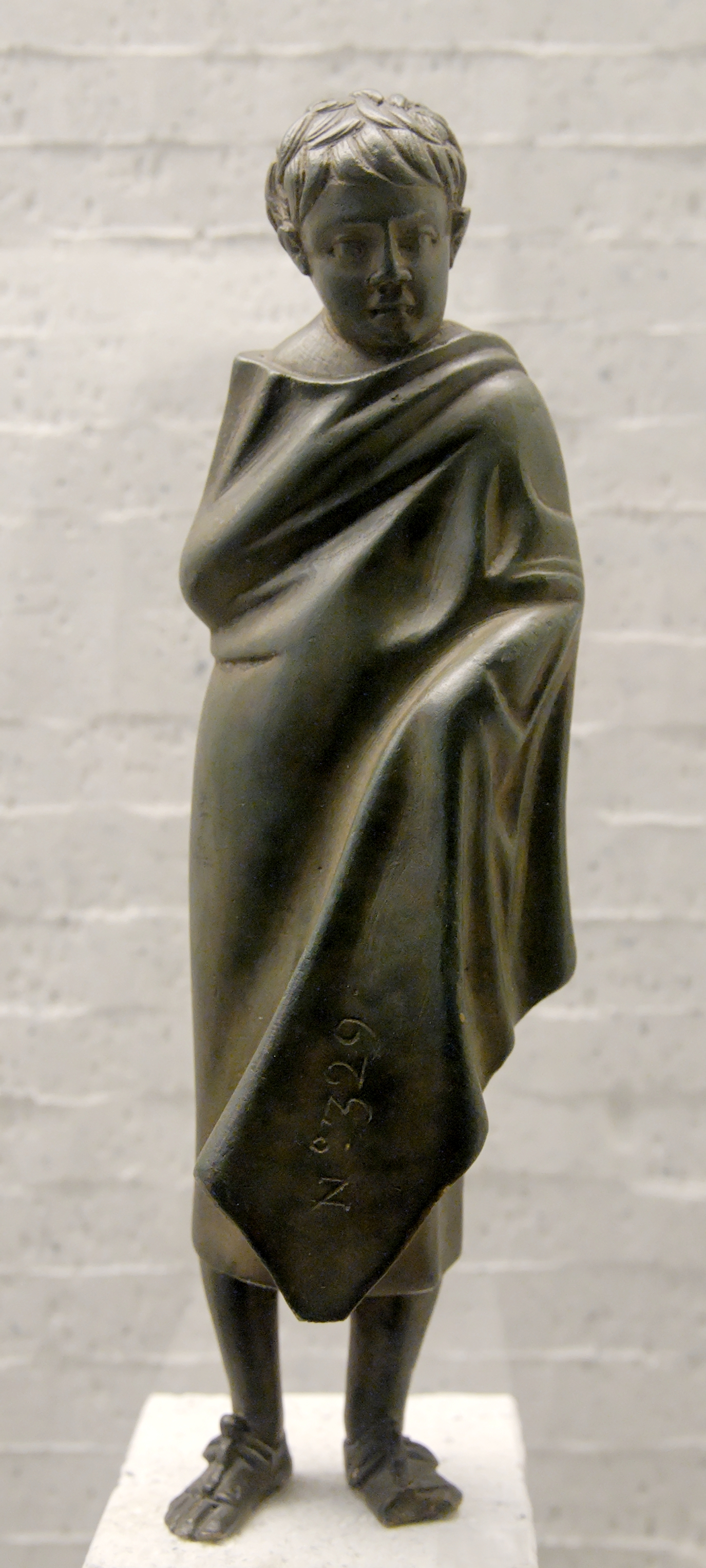
Мальчик-римлянин, закутавшийся в плащ (I век н. э.)

- Отец Каций (Catius pater) давал ребёнку острый разум.
- Фарин (Farinus) учил его говорить.
- Фабулин (Fabulinus) подсказывал ребёнку первые слова.
- Локуций (Locutius) учил его составлять предложения.
- Мента (Mens) давала ему здравый смысл.
- Волумн и Волумна (Volumnus, Volumna) побуждали его стремиться к добру.
- Нумерия (Numeria) учила ребёнка считать.
- Камена (Camena) учила его петь.
- Музы учили его воспринимать искусство и науки.

## В современной культуре
Некоторые из упомянутых божеств встречаются в сочинениях Джеймса Джойса. В романе «Улисс» (глава «Быки Солнца») предлагается выпить per deam Partulam et Pertundam («за богинь Партулу и Пертунду»). В «Поминках по Финнегану» упоминаются также Кунина, Статулина и Эдулия.